# Triquetrella fragilis
Triquetrella fragilis är en bladmossart som beskrevs av C. Müller 1948. Triquetrella fragilis ingår i släktet Triquetrella och familjen Pottiaceae. Inga underarter finns listade i Catalogue of Life.